# مسجد خاي ديان
مسجد خاي ديان أو هاي ديان ( (بالصينية: 海淀清真寺)  هو مسجد في حي هايديان ، بكين ، الصين .

## التاريخ
بني خلال آخر عهد أسرة مينغ . جُدد المسجد ووسع في عهد الإمبراطور جياكينغ أحد أباطرة أسرة تشينغ .

## هندسة المسجد
المسجد يتسع لـ 200 المصلين.

## وسائل النقل
يمكن الوصول إلى المسجد على مسافة قريبة من محطة مترو خاي ديان خوان جووانج (بالصينية:海淀黄庄) فيمترو بكين .